# ヴィクター・イグボネフォ
ヴィクター・チュクウェケジェ・イグボネフォ（Victor Chukwuekezie Igbonefo、1985年10月10日 - ）は、ナイジェリア出身のインドネシアのサッカー選手。インドネシア代表。ポジションはDF。

## 代表歴
インドネシアサッカー協会は2011年10月10日に、彼がインドネシアに帰化した事を発表した。2013年3月23日に行われたAFCアジアカップ2015予選のサウジアラビア代表戦で代表初出場を果たした。

## プレースタイル
その身長や体の強さ、決定力の高さからインドネシア有数のディフェンダーとされている。